# جامعة فنزويلا المركزية
جامعة فنزويلا المركزية (بالإنجليزية: Central University of Venezuela)